# 宮古島温泉
宮古島温泉（みやこじまおんせん）は、沖縄県宮古島市にある温泉。現在は休業中。

## 泉質
- ナトリウム-塩化物泉
  - 源泉温度52℃

## 歴史
2006年12月に温泉施設がオープンし、2010年4月現在ゲストハウスも併設している。

## アクセス
- 車 : 宮古空港より約7分